# Западно-Сибирское восстание (1921—1922)
Западно-Сибирское восстание 1921—1922 годов — крупнейшее антибольшевистское вооружённое выступление крестьян, казаков, части рабочих и городской интеллигенции в РСФСР в начале 1920-х годов. Проходило на территории Западной Сибири и было жестоко подавлено.

## Описание событий

### Предпосылки восстания
К началу 1921 года крестьянские восстания охватили практически всю Советскую Россию. Крестьяне требовали прекращения хлебной монополии и ликвидации диктатуры РКП(б). Зимой 1921 года восстала и Западная Сибирь.
Большевистское руководство проводило политику продовольственной диктатуры и хлебной монополии, то есть крестьянам запретили распоряжаться продуктами своего труда и насильно отбирали у них практически весь хлеб.
В докладной записке председателя Сибирского продовольственного комитета Петра Кирилловича Когановича от июля 1920 года было сказано, что по данным Сибпродкома в Сибири в 1919 году имелось свободных излишков хлеба в количестве 77 054 тыс. пудов, а в 1920 году — 71 753 тыс. пудов, из которых к развёрстке принято 54 716 тыс. пудов, а заготовлено не более 25 000 тыс. пудов. 20 июля 1920 года Совет Народных Комиссаров РСФСР принял постановление «Об изъятии хлебных излишков в Сибири», по которому крестьяне обязаны были сдать все излишки хлеба прошлых лет и одновременно нового урожая. По этому декрету Совнаркома с 20 июня 1920 по 1 марта 1921 года, 6 губерний, подчинённых Сибревкому (Иркутская, Енисейская, Томская, Омская, Алтайская, Семипалатинская) должны были сдать 110 млн пудов хлеба, Тюменская губерния — 8 177 тыс. пудов, Екатеринбургская губерния — 10 млн пудов, Челябинская губерния — 17 млн пудов, что составляло ⅓ общегосударственного задания в 440 млн пудов. Крестьян обязывали сдать зерно, мясо (на Сибирь было наложено 6 270 000 пудов мяса), масло, яйца, картофель, овощи, кожи, шерсть, табак, рога, копыта и многое другое. Всего на них распространялось 37 развёрсток. Кроме того, всё трудовое население с 18 до 50 лет должно было исполнять различные повинности: рубить и вывозить лес, поставлять подводы и т. д. За уклонение предусматривались строгие меры наказания вплоть до ареста и отправки на принудительные работы.
Непосредственными руководителями были: предсибпродкома Петр Кириллович Коганович, Тюменский губпродкомиссар Григорий Самойлович Инденбаум, Екатеринбургский губпродкомиссар Тихон Максимович Пономаренко.
Введённые с конца августа 1920 года в Тюменской губернии многочисленные развёрстки были непосильны для крестьян Ишимского уезда, тем более, что в 1920 году этот регион постиг сильный неурожай. Однако местное партийное и советское руководство, изымая в ряде мест даже продовольственный хлеб и семена, осуществляло беспрецедентное насилие по отношению к крестьянству.
Ввиду плохих погодных условий — проливные дожди привели к сильной распутице, что осложнило работы по изъятию хлеба и транспортировке его к железнодорожным станциям, — выполнить задания по продразвёрстке не удалось. Поэтому основная тяжесть её пришлась на ноябрь 1920 — январь 1921 годов. Курс на скорейшее выполнение плана привёл к дальнейшим злоупотреблениям и бесхозяйственности. По разгильдяйству большевистского руководства и безалаберности властей гнил собранный в общественных амбарах хлеб, погибали от холода овцы, остриженные для выполнения плана шерстяной развёрстки, шло уничтожение крупного рогатого скота. План хлебной развёрстки в Тюменской губернии был выполнен на 102 % и составил 6,6 млн пудов. На 100 % выполнил развёрстку Курганский уезд. Омская губерния не выполнила задание, собрав лишь 48 % от плана. Тобольско-Тюменская газета «Известия» в те дни сообщала: «…В Омском, Тюкалинском, Ишимском, Калачинском, Татарском и Славгородском уездах открыто 50 ссыпных пунктов, ссыпано 2 958 769 пудов! Сдано губпродкому 1 461 686 пудов! Осталось на ссыпных пунктах более миллиона пудов». В результате в ноябре 1920 — январе 1921 г. восстания произошли в Безруковской, Бердюжской, Больше-Сорокинской, Голышмановской, Дубынской, Ларихинской, Пегановской, Уктузской волостях Ишимского уезда, Юргинской волости Ялуторовского уезда, Любинской волости Тюкалинского уезда, трижды (в августе, ноябре и декабре 1920 г.) возникали во Всесвятском районе Петропавловского уезда. С помощью вооружённой силы власти легко расправлялись с недовольными.
На основе решений VIII съезда Советов, принятых в декабре 1920 года, шла подготовка к проведению семенной развёрстки. «Для сохранения семенных материалов и предоставления возможности обсеменения полей, — писала газета „Известия“, орган Тюменско-Тобольского комитета РКП(б), в одном из своих январских номеров 1921 года, — Советская губернская власть приказывает: весь семенной материал, находящийся в отдельных хозяйствах, подлежит изъятию, ссыпке-складке в общественные амбары-хранилища, для чего производится развёрстка по уездам, сёлам и отдельным хозяйствам».
Одной из главных причин, вызвавших восстание, является продовольственная развёрстка, а шире — внутренняя политика «военного коммунизма». Принудительное изъятие хлеба производилось в интересах городского населения (которое, тем не менее, сидело на голодном пайке) и большой армии, и крестьянам однозначно представлялось грабежом. Крестьянам не разъясняли, зачем у них отбирают хлеб и скот. У крестьян постоянно на глазах были лишь продовольственные отряды. Продразвёрстка ставила сельское население перед угрозой голода.
27 сентября 1920 года найден убитым в районе Тушнолобово член Челноковской волячейки, член РКП(б) с 1917 г. Иван Платонович Щербаков. Его убийство послужило одним из заметных толчков к ужесточению мер Ишимской властью. Похоронен в центре Челноково рядом с волостной приходской церковью как почётный гражданин. При похоронах проходил типичный для тех лет «митинг». А 14 декабря 1920 года сожжён Челноковский волисполком. И с этого момента в Ишимское отделение милиции начали прибывать массы арестованных (до нескольких десятков за день) со всего уезда.

### Начало восстания
Собрание женщин Пегановской волости Ишимского уезда, состоявшееся 31 декабря 1920 года в ответ на «ударное» выполнение продразверстки (изъятие продовольственного и семенного хлеба) и произвол со стороны продовольственных комиссаров, постановило такие действия считать незаконными, арестовать продработников Слухина, Максимука, а также милиционеров Журавлёва и Кухтина. Продовольственный отряд из 9 человек женщины обезоружили, решив отправить его обратно в город Ишим после окончания собрания. Кроме того, женщины обратились с просьбой к начальнику милиции 4-го участка Ишимского уезда прибыть в село Пеганово для расследования незаконных действий указанных лиц.
22 января 1921 года для более правильного обеспечения беднейшего сельского населения продовольственным хлебом было принято Постановление Тюменского губисполкома Советов и губпродкома «О внутренней развёрстке хлеба», которая будет проводиться после государственной развёрстки.
27 января 1921 года начались волнения в Омутинской волости Ялуторовского уезда.
31 января 1921 года произошли столкновения крестьян с продотрядами в сёлах Челноковском и Чуртанском, на севере Ишимского уезда. В селе Челноковском в ответ на попытку крестьян помешать вывозу семенного зерна красноармейцы открыли огонь. Двое недовольных были убиты и двое ранены. Однако, в отличие от прежних столкновений, крестьяне не уступили насилию, а, вооружившись кольями, вилами, охотничьими ружьями, вступили в бой и изгнали продработников. К восставшим присоединились жители Челноковской, Чуртанской, Викуловской, Готопутовской и других волостей. В течение 3-х дней восстание охватило весь север Ишимского уезда и перекинулось на Ялуторовский.
К 4 февраля восстание охватило Ингалинскую, Петропавловскую и Слободо-Бешкильскую волости Ялуторовского уезда. С 31 января по 2 февраля 1921 года длились волнения в Нердинской волости Тюменского уезда. 3 февраля Тобольский уездный военкомат уже располагал сведениями о восстании в Токуйской и Тукузской волостях, а на следующий день мятеж произошел в Малиновской волости. Тогда же восстало население Кайлинской, Слободчиковской и Тавинской волостей Тарского уезда, к которым вскоре присоединились жители ещё ряда волостей. 5 февраля повстанцы действовали в Пановской волости Тюкалинского уезда. 6 февраля Полномочный председатель ВЧК по Сибири И. П. Павлуновский телеграфировал в президиум ВЧК о том, что в Омской губернии — в Тарском и Тюкалинском уездах вспыхнуло восстание. Повстанцы вооружены достаточным количеством пулемётов и винтовок, руководит ими полковник Левицкий. 7 февраля в Тобольско-Тарском районе, юго-восточнее Тобольска, вспыхнуло восстание, повстанцами были заняты д. Чёрная, Токуйское, Загваздинское. В районе Тевриз-Устьишимская также вспыхнуло восстание. 8 февраля были волнения в Караульноярской волости Тюменского уезда. В тот же день восстание охватило несколько волостей Петуховского района, находившихся в противоположной, юго-западной части Ишимского уезда.
10 февраля из Тюкалинска завполитбюро Розанов информировал П. В. Гузакова, председателя Омской губчека «…Называевский район. В Песчаной волости оперирует часть Сто восемьдесят первого Полка ВНУС, очищает деревню за деревней от бандитов, и восстанавливается порядок… В Называевской волости ворвавшимися бандитами арестован наш нарочный, развозивший по деревням приказы… Захвачен повстанческий штаб в деревне Грязное. Занята нами станция Мангут. С взятием Мангута наши войска соединились с войсками, действующими от Ишима. Крутинское направление: Крутинская волость очищена от бандитов…».
11 февраля Оперсводка из Петропавловска — «…Севернее П-Павловска (вблизи Новониколаевки) происходит бой с повстанцами; выпущено 20 снарядов по занятым ими деревням. В результате противник отступил. Но потом, сконцентрировав силы, повел контратаку.. Нашему отряду в 120 штыков пришлось отступить в Новониколаевку… Противник по слухам, имеет около тысячи вооруженных (повстанцев), из них винтовками не более 50 человек. Между Петухово и Мамлюткой путь прерван, телеграфное сообщение тоже…».
13 февраля завполитбюро Тары Злокозов информировал П. В. Гузакова: «…Сегодня занят Усть-Ишим, который в двенадцать часов ночи был оставлен повстанцами. Противник отходит на Слободчаки, преследуемый нашими частями под командованием Циркунова ..» В этот же день П. В. Гузакова информировали из Исилькуля: «.. 3 часа ночи 13 февраля. Усиленная разведка со стороны противника из села Большая Лебяжья.. Полотно железной дороги с левой стороны в трех верстах от Булаево изломано … Вследствие порчи пути бандитами, сошло два вагона и задняя часть паровоза. Тут же обнаружена порча телеграфной сети: срублены три столба, перерублены провода … За Ганькино, шесть верст от Булаево — по левую сторону находится противник. Наступают казаки и крестьяне, а также начинают выступать местные казаки. Выступления последних начинаются с местных окрестностей по направлению Ганькино, Полтавский, Лебяжинский, Большая Камышино. Остальные местности не выяснены ввиду перерыва связи с ними… Повстанцы мобилизуют население от 18 до 45 лет. Вооруженных повстанцев очень мало, но в боях они все время применяют лозунг: „Долой коммунистов!“ Пленные повстанцы не говорят, кто руководит движением, но видно из всего, что командуют казацкие офицеры…».
14 февраля в Омский губком информировали из Тобольско-Тарского района: «…Выяснилось, что численность повстанцев, действующих в Усть-Ишимском и Слободческом районах, исчисляется до 400 чел., часть из них вооружена дробовиками. Повстанцы имеют своей целью распространиться на Усть-Ишимскую волость и Тевриз… Главные силы находятся в селе Малаховском, что в 20-и верстах юго-западнее Челнокова…»
Шли упорные бои за город Петропавловск. 14 февраля повстанцы заняли его. Но на следующий день красноармейцы, получив подкрепление со стороны Омска — 249 полк 21 дивизии ВНУС, взвод 85 артдивизиона и бронепоезд «Красный сибиряк», перешли в контрнаступление. Город три раза переходил из рук в руки и лишь 16 февраля окончательно остался за красными. Отряды повстанцев продолжали наступать на юг от Петропавловска и 23 февраля 1921 года заняли город Кокчетав. Повстанцы, поддержанные казаками, подошли к городам Акмолинску и Атбасару, но взять их не смогли.
Начавшись 31 января 1921 года в северо-восточной части Ишимского уезда Тюменской губернии, восстание в короткий срок охватило большинство волостей Берёзовского, Ишимского, Сургутского, Тобольского, Туринского, Тюменского и Ялуторовского уездов Тюменской губернии, Атбасарского, Акмолинского, Кокчетавского, Петропавловского, Тарского и Тюкалинского уездов Омской губернии, Курганского уезда Челябинской губернии, восточные районы Камышловского и Шадринского уездов Екатеринбургской губернии. Весной 1921 года повстанческие отряды действовали на огромной территории от Обдорска на севере до Каркаралинска на юге, от станции Тугулым на западе до Сургута на востоке. Численность повстанцев к апрелю превысила 100 тысяч человек.
Несмотря на ярко выраженную ожесточенность, повстанческое движение носило очаговый характер. Крестьянство не поголовно присоединялось к восставшим, что отнюдь не определялось только его социально-имущественным положением (в частности, на стороне восставших так или иначе оказалась и сельская беднота). Организаторам повстанческого движения пришлось прибегать к насильственным мобилизациям мужского населения в возрасте от 18 до 35 (45) лет, в случае надобности не останавливаясь перед репрессиями. Часть крестьян просто не желала воевать, а если и воевала, то на ограниченной территории, при этом во многих деревнях формировались и собственные добровольческие отряды, прежде всего, из наиболее пострадавших от Советской власти. Социальный состав повстанческого движения был достаточно пестрым: в основном середняки, зажиточные крестьяне, часть бедноты, бывшие военные специалисты, перебежавшие или сдавшиеся в плен красноармейцы (так, в бою в районе села Беловского пулемётчиками у повстанцев являлись сдавшиеся красноармейцы 233-го полка), а также уголовники. Отмечались и случаи участия в восстании представителей милиции (например, на стороне повстанцев оказались милиционеры Озернинской волости — Голованов — и Викуловской волости — Григорьев). Мемуаристы и историки по-разному определяли количество участников Западно-Сибирского восстания. В литературе можно встретить цифры от 30 до 150 тысяч человек.
Ишимская парторганизация во время восстания понесла значительные, по архивным данным, потери: в именном списке коммунистов Ишимской организации РКП(б) на 20 апреля 1921 года насчитывалось 406 человек, убитых и без вести пропавших во время восстания.
Восстание приобрело огромный размах. В феврале 1921 года повстанцы на три недели парализовали движение по обеим линиям Транссибирской железнодорожной магистрали, а затем заняли города Петропавловск — 14 февраля, Тобольск — 21 февраля, Кокчетав — 21 февраля, Сургут — 10 марта, Березов — 21 марта, Обдорск — 1 апреля и Каркаралинск — 5 апреля, вели бои за Ишим (несколько раз переходивший из рук в руки), приблизились к Кургану и Ялуторовску.
Боевые действия, которые велись в феврале — апреле 1921 года на охваченной восстанием территории, по масштабам и военно-политическим результатам сравнимы с крупными армейскими операциями времен гражданской войны.

### Идеология повстанцев
Основной характеристикой Западно-Сибирского восстания была его антибольшевистская направленность. Требования повстанцев наиболее полно отражал лозунг «За советы без коммунистов», также они добивались свободы слова, собраний и союзов, обеспечения свободы торговли, права свободно распоряжаться своей землёй и продуктами своего труда, то есть ликвидации хлебной монополии.
В воззвании Тобольского штаба повстанцев ко всем жителям Сибири 25 марта 1921 года объявлялось:
Мы добиваемся настоящей советской власти, а не власти коммунистической, которая до сих пор была под видом власти советской…
 На освобождённых территориях восстанавливались свободно избранные волостные и сельские крестьянские Советы.
Целью повстанческого движения, по данным командования РККА, являлись захват власти и возвращение к прежним порядкам, привлекавшим, по убеждениям повстанцев, свободной торговлей и отсутствием коммунистов. Каких-либо преобладающих идеалов в повстанческой идеологии указать нельзя, в ней уживались и эсеровские взгляды, и монархизм. В некоторых местах возобновилось, например, титулование по чинам и ношение погон. Политическая платформа, как таковая, в движении отсутствовала.

### Символика восстания
Восстание началось под разными лозунгами. В Кротовском районе было захвачено красное знамя с чёрным крестом и надписью: «Мы боремся за хлеб. Не гноите его в амбарах». В районе Армизонского — зелёное знамя (символизирующее зелёные поля) с надписью белыми буквами (означающими сибирские снега) «Долой коммунизм». В районе Кусеряка захвачено трёхцветное знамя (с пунцовыми цветами), здесь и появилось требование привести князя Михаила Александровича к власти.
Одним из первых лозунгов был «Да здравствует свободная торговля». В большинстве же чаще повторялись под разными вариантами лозунги «Долой коммунистов», «Да здравствуют беспартийные советы крестьянских депутатов», «Вся власть крестьянам» и т. п. Неизменным оставался лозунг, требовавший устранения от власти коммунистов, и им пестрят все воззвания, флаги, сводки и приказы штабов. Последние в некоторых случаях на всех бумагах при сношениях с другими штабами или частями ставили лозунг впереди содержания бумаги: «Долой коммунистов».
Информация штаба Народной повстанческой армии Лапушинской волости Курганского уезда военному руководителю Лебяжьевской волости 19 февраля 1921 года: "Штаб Лапушинской Народной армии устанавливает флаг и лозунг для восставшего народа: флаг зелёного цвета, означающий леса, луга и растения на полях труженика-крестьянина, пользующегося таковыми; надпись на флаге белыми буквами означает сибирские снега; лозунг — «Долой коммунизм! Да здравствуют советы!».

### Характер боевых действий
По свидетельству председателя Сибревкома И. Н. Смирнова, относящемуся к середине марта 1921 г., потери красноармейцев и повстанцев составляли 1 к 15. Если со стороны мятежников террор и насилие носили преимущественно «выборочный» (индивидуальный или групповой, но узко направленный) характер — например, против коммунистов, продработников, — то совершенно иначе вёл себя противник. Приказы советского командования содержат требования расстреливать на месте без суда всех, захваченных с оружием в руках, брать и расстреливать заложников за разрушение железнодорожной линии и телеграфной связи, за оказание помощи повстанцам, сжигать и уничтожать артиллерийским огнём целые деревни, поддерживавшие мятежников или оказывавшие упорное сопротивление. Коммунистическое руководство не выражало желания идти на компромиссы ради прекращения боевых действий, выдвигало перед повстанцами для ведения мирных переговоров заведомо неприемлемые для последних условия, угрожало командирам и комиссарам, проявлявшим миротворческую инициативу, суровыми карами. Широкое распространение в коммунистических частях получили бессудные расстрелы мирных жителей. За порчу железнодорожного полотна красноармейцы сжигали все деревни в радиусе 10 верст. По данным председателя Сибревкома И. Н. Смирнова за март 1921 г., менее чем за первые полтора месяца боев в Ишимском уезде было убито около 7 000 и в Петропавловском — 15 000 крестьян.
Приказом Сибревкома от 12 февраля 1921 года ответственность за сохранение железных дорог возлагалась на жителей прилегающих к линии населённых пунктов, из числа которых берутся заложники, которые расстреливаются в случае появления крестьянских отрядов в данной местности. Расстреливаются также те, кто дают приют «бандитам». Приказ Полномочной комиссии ВЦИК № 171 от 11 июня 1921 года вводил расстрелы заложников в «бандитских» сёлах до полного подчинения и выдачи «бандитов» и активного участия против «бандитизма». Лица, предоставляющие приют семьям «бандитов», этим приказом были приравнены к укрывателям «банд» со всеми вытекающими отсюда последствиями, то есть расстреливались.

### Подавление восстания
Для удобства управления советскими войсками район восстания был разбит на три участка: Северный (Ишимский), Южный (Петропавловский), и Западный (Камышловско-Шадринский). Подошедшие на помощь дополнительные войска, имевшие опыт борьбы с повстанцами на Алтае и в Поволжье, остановили продвижение повстанцев в южных районах Западной Сибири и в середине февраля 1921 года, используя бронепоезда и артиллерию, нанесли встречные удары вдоль линий железных дорог со стороны Урала и Омска. На северной линии хорошо укрепленными оказались станции и особенно село Голышманово. Три тысячи крестьян под руководством перешедших на их сторону инженеров 33-го полестро (полевое строительство) соорудили мощные оборонительные рубежи и сражались в течение двух недель. После того, как прибывшие в качестве подкрепления 232 и 253 полки 21 дивизии зашли в тыл повстанцам, защитники оставили село и отошли на север. 24 февраля 1921 года части Красной армии, двигавшиеся навстречу друг другу по северной магистрали, соединились на станции Вагай. К 4 марта была очищена линия Омск-Челябинск и было восстановлено движение поездов по южной ветке. В результате этих операций одна из крупнейших группировок — Ишимско-Петропавловская, насчитывавшая более 20 тысяч повстанцев, — оказалась в окружении вместе со штабом Сибирского фронта. Среди попавших в ловушку деморализованных повстанцев начались столкновения. В одном из них погиб главком повстанцев В. А. Родин. Отбиваясь от наседавшего противника, повстанцы создали несколько укрепленных рубежей, одновременно пытаясь вырваться из кольца. Дважды, 8 и 17 марта, значительные силы их, прорвав линию фронта на западе в районе с. Армизонского, уходили в Ялуторовский и Курганский уезды. В третий раз они попытались прорваться 18 марта в южном направлении с целью соединиться с казачьей дивизией С. Токарева. Но план не удался, немногие ушли в казацкие станицы, большинство погибло или попало в плен.
В начале марта 1921 года красноармейцы наступали от Петропавловска на юг, вверх по реке Ишим. В бою у станицы Явленка повстанцы в количестве до трёх тысяч человек оказали упорное сопротивление, но остановить противника им не удалось. 5 марта после двухчасового боя они оставили город Кокчетав. Отступить на юг к городу Атбасару не было возможности, так как южнее станицы Сандыктав путь оказался закрыт красноармейцами. 9 марта произошел решительный бой. Станица сгорела. Повстанцы, видя бесперспективность сражения, изменили направление движения с южного на восточное, в сторону Павлодара. Дальнейшее продвижение частей Красной армии привело к ликвидации угрозы захвата повстанцами Акмолинска. 17 марта потерпела поражение отступавшая из района Петропавловска Сибирская кавалерийская дивизия С. Токарева. Остатки казаков с присоединившимися отрядами кокчетавских и акмолинских повстанцев, общей численностью две тысячи бойцов, бежали на восток к китайской границе. В середине мая 1921 года они ушли в Китай.
В то время, когда Красная армия вела наступление южнее Транссибирской магистрали, на севере Западной Сибири коммунистические отряды продолжали отступать. Повстанцы, используя численное превосходство и поддержку населения, шаг за шагом продвигались, занимая территорию к северу от Тобольска. Попытки руководства Березовского и Сургутского уездов объединёнными силами остановить повстанцев успеха не имели. 8 марта повстанцы заняли село Самарово. 9 марта взяли Сургут. 21 марта — Берёзово, 1 апреля — Обдорск.
Южнее Тобольска повстанцы в марте 1921 года вели оборонительные бои, в районе села Ярково, на тюменско-тобольском тракте. Под влиянием неудач и агитации повстанцев наступавший по тракту Казанский полк Красной армии оказался небоеспособным. Красноармейцы не горели желанием воевать с восставшими крестьянами. Первая и вторая роты перешли на сторону повстанцев с полным вооружением, а не решившиеся уйти четвёртая и пятая роты «занялись самострелами в руки». Неудачно действовали и части ВНУС (внутренней службы), пытавшиеся наступать с запада вдоль реки Тавды и топтавшиеся на одном месте.
До конца февраля сильных боёв в районе Аромашевской и Кротовской волостей Ишимского уезда не было. Советские войска действовали в основном по линии железной дороги и лишь с ликвидацией «голышмановской пробки» в конце февраля 1921 года начали наступление на этот район. В начале марта развернулись упорные бои за село Аромашево. В течение недели оно несколько раз переходило из рук в руки. И только 10 марта 1921 года, после того, как повстанцы отвели свои главные силы к д. Малиновка, красноармейцы заняли его. Через три дня была занята и Малиновка, после чего наступавшие части разделились на две группы: одна группа наступала по Ишимско-Тобольскому тракту, а другая продвигалась параллельно, западнее реки Вагай. С востока вниз по Иртышу им на помощь двигались тобольско-тарские коммунистические отряды. В начале апреля наступавшие с юга красноармейцы, не дожидаясь, когда вскроется Иртыш и повстанцы смогут воспользоваться речным флотом, перешли реку и, объединившись с Тобольско-тарскими отрядом, подошли к партизанской столице городу Тобольску.
На Тюменско-Тобольском направлении в это время положение также стало меняться. Приказом Шорина деморализованный Казанский полк заменили 187-м и 189-м полками 63-й бригады 21-й стрелковой дивизии. Два батальона 647-го полка усилили отряды, действовавшие по реке Тавде. С подходом свежих частей Красной армии они активизировались. Повстанцы стали медленно отходить к Тобольску. Катастрофа произошла 6 апреля, когда внезапно для оборонявшихся, части 232-го полка, наступавшие с юга, изменив направление движения, зашли в тыл Народной армии на Тюменско-Тобольском направлении и отрезали путь к отступлению по тракту. Оказавшись в полукольце, повстанцы под руководством командующего юго-западным фронтом Данилова вынуждены были оставить позиции и с боями по бездорожью отходить на север, минуя Тобольск.

7 апреля красноармейские части начали штурм города и на следующий день заняли его. Пять тысяч повстанцев попало в плен. Руководители повстанцев с остатками Народной армии отступили на север и продолжили борьбу. Наступившая весенняя распутица замедлила действия Красной армии. Исключительную роль в дальнейших событиях сыграл небольшой десантный отряд, состоявший из 40 человек под командой П. И. Лопарева. Сформированный в Тюмени, он совершил тысячекилометровый переход и 11 мая внезапным ударом, используя состояние деморализации в рядах повстанцев, захватил село Самарово. В плен попали 200 повстанцев и их штаб. На следующий день сотни партизан пошли в наступление на село с целью разгромить десант, но в начале боя их постигла неудача — погиб командир Б. Сватош. Операция сорвалась. А через несколько дней, 16 мая, недалеко от Самарово красноармейцы настигли один из повстанческих отрядов. В этом бою погиб командующий Народной армией В. М. Желтовский. В конце мая десантом, прибывшим на бронепароходах, были заняты Берёзово и Сургут, 2 июня — Обдорск. 

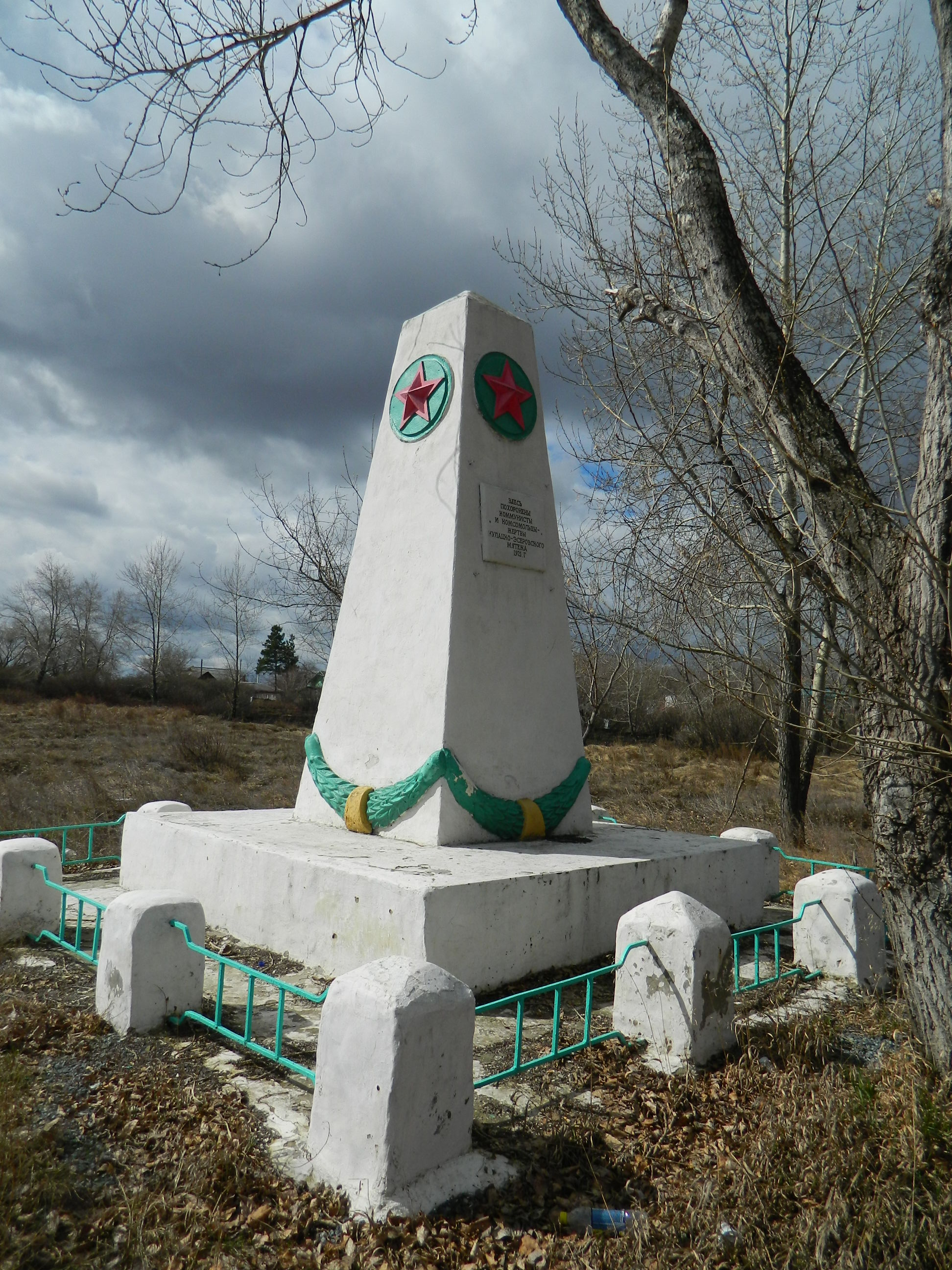
Братская могила жертв Ишимского восстания

Село Аромашево превратилось в центр сопротивления на севере Ишимского уезда: здесь насчитывалось около 10 тысяч повстанцев. «В упорных ночных боях 28 апреля за Евсино и 1 мая за Аромашево советские войска нанесли мятежникам огромный урон. Последние потеряли около 700 человек убитыми, ранеными и утонувшими, примерно 5700 человек пленными, много оружия и большую часть обоза. 1—3 мая, преследуя бежавших повстанцев, красные взяли Овсово, Кротово, Большой Кусеряк и Покровку, где завершили разгром основных сил Северо-Ишимского фронта», — пишет доктор исторических наук, профессор В. И. Шишкин из Новосибирска. Петр Семёнович Шевченко сумел сохранить значительную часть отряда, который стал называться 1-м Освободительным полком Народной армии.
С лета 1921 года повстанцы переходят к партизанской тактике борьбы.
В начале августа 1921 года 1-й Освободительный полк Народной армии занял Кротово, Аромашево, Большое Сорокино и Пинигино, захватили обоз красных. Проведена мобилизация, на которую большинство населения соглашалось охотно. Поздней ночью 25 августа 1921 года сводный отряд Буриченкова выступил из деревни Кочковатово по направлению на остров Притынный. Только под утро красные добрались до места. Повстанцы, уверенные в своей безопасности, имели только близкое сторожевое охранение. Советская пехота, имевшая почти трехкратное превосходство в численности, внезапно атаковала партизан в лоб. Те вступили в перестрелку с наступавшими, совершенно забыв о флангах. И тогда неожиданно для партизан с флангов на них обрушилась конница. Шевченко был зарублен и вместе с ним зарублено 111 повстанцев, взято 4 исправленных пулемета.
Летом 1921 года в Ишимском уезде начался массовый голод, который продолжался и в 1922 году. Вспыхнула эпидемия холеры. По неполным официальным данным, имелось 8159 случаев смертности от голода. Небывалый голод, сбор продналога вновь усилили враждебность крестьянства по отношению к РКП(б) и её представителям на местах. На почве голода принял серьёзные масштабы уголовно-грабительский бандитизм, и даже в конце 1922 года по Ишимскому уезду орудовали мелкие разбойничьи шайки, происходили грабежи и убийства.
Бои продолжались ещё год, последние очаги восстания были окончательно ликвидированы только к концу 1922 года. При подавлении восстания проводились карательные операции. Практиковалось взятие крестьян, родственников повстанцев, в заложники. От артиллерийского огня в боях погибло множество мирных жителей, в том числе женщины и дети.

### Руководители восстания
Повстанцы организовали свои вооруженные силы на принципах регулярной армии, включая политические отделы и политкомы. На Северной ветке Транссибирской магистрали действовала Голышмановская группировка с центром в селе Голышманово, на южной, в районе станций Макушино — Петухово; между Ишимом и Петропавловском — Ишимская народная армия; в Тобольском уезде — Тобольская народная армия; в Курганском уезде — Курганская дивизия; к востоку от Петропавловска — Восточная группа повстанцев; к югу от Петропавловска — Первая сибирская кавалерийская дивизия; в Ялуторовском уезде — Мужицкая армия. Они возглавлялись штабами, например Главным сибирским штабом в Ишимско-Петропавловском районе во главе с бывшим поручиком В. А. Родиным. Военное руководство в основном осуществлялось командным составом из крестьянской среды, подготовленным и закаленным в сражениях двух войн — Первой мировой и Гражданской. Комсостав состоял из бывших унтер-офицеров, прапорщиков. Единого штаба повстанцев не существовало. Не было единства и в отдельных дивизиях и армиях. Крестьяне стремились создать воинские подразделения в волости и не уходить далеко от своей деревни.
По инициативе Татаринцева (лесничий Боровской дачи) было положено начало реорганизации повстанческого военного аппарата. Этот период начался с середины февраля 1921 года. Был выработан план, по которому весь повстанческий фронт разделился на группы:
1. Восточная — штаб Вакаринский [Копотиловской волости], командарм Горбачев (кулак д. Гагарьевская); его армия действует в направлении на ст. Мангут в районе д. Сладковская, д. М[алый] Куртал, д. Усовское;
2. Ишимская — штаб в д. Лариха, затем д. Гагарьевская, д. Чирки и д. Окунево, командарм Григорий Атаманов (сотрудник Ишимского увоенкомата, комиссии по учёту лошадей в Ишимском уезде); действовала в Ишимском направлении и имела цель занятие г. Ишима и захвата желдороги из соревнования с Южным повстанческим фронтом, части которого захватили г. Петропавловск, бронепоезд, несколько станций, много вооружения, орудия и огнеприпасы; на сформирование Ишимской армии пошли волостные повстанческие военные объединения: Ситниковская, Армизонская, Орловская, Ражевская, Истошинская, Пегановская, Бердюжская, Гагарьевская, Локтинская;
3. Петропавловский фронт — командарм Морев, главные направления: Исилькульское, Петропавловское, Петуховское. В последующий период командованием назначены были командармы казачьего войска из-за Ишимского фронта.

Главный штаб (или штаб Сибирского фронта) находился в селе Налобинском. Главнокомандующим был Родин. Начальником штаба казачьего войска, находившегося в станице Ново-Николаевской был назначен бывший полковник Генерального штаба Кудрявцев, а начштаба фронта назначен Чердынцев. Главному штабу подчинялись: 1) Ишимский фронт, 2) Петропавловско-Петуховский, 3) Казачий фронт. Приказом № 31 от 24 февраля 1921 года Родиным был назначен Червяков начальником Заишимской группы. Главный штаб давал директивы фронтам, разрешал различные вопросы административного характера, полагая себя временным хозяином в армии, до выборов на съезде особого военного совета из нескольких выборных лиц, причем приказы распространялись не только на села, но и на города. Главным штабом проведено было расформирование всех волостных и сельских штабов, вместо которых были назначены сельские и волостные коменданты с обязанностями: поддержание связи, размещение проходящих отрядов, окарауливание тылов, контроль над проезжающими, конвоирование и содержание пленных и арестованных. Было предписано все формирования производить в правильные единицы, свести отдельные отряды в роты, батальоны, полки, дивизии.
- Желтовский Василий Максимович (1895 — май 1921) — один из главных военных руководителей повстанцев Тобольского уезда, из крестьян села Желтовское Кугаевской волости Тобольского уезда. Участник Первой мировой войны, фельдфебель. В начале 1921 года служил делопроизводителем военкомата Кугаевской волости и имел крестьянское хозяйство ниже среднего.
- Данилов, Степан Ильич — участник Первой мировой, житель деревни Таратухина Карачинской волости Тобольского уезда, был организатором и командиром повстанцев Карачинской волости, затем командующим Юго-Западным фронтом Тобольского уезда.
- Коротков Александр С. — урядник в колчаковской армии, а в январе 1921 года — уполномоченный Ишимского уездного военкомата по закупке лошадей, затем — руководитель повстанцев Чуртанской волости (в Кротовском районе), командующий Северным фронтом Ишимского уезда (ум. 1921)
- Родин, Владимир Алексеевич (?—1921) — начальник Петропавловского боевого района Ишимского повстанческого фронта, главком Народной Сибирской Армии, бывший поручик
- Уженцов Б. — начальник 1-го Северного отряда повстанцев Тобольского уезда
- Клепинин П. П. (ум. 1921) — военный руководитель Народной повстанческой армии Тобольского уезда
- Кутырев Т. — командующий Народно-крестьянской зелёной армией Ражевского района Ишимского уезда.
- Богачев — заместитель командующего Южно-Ишимской повстанческой армией
- Атаманов, Григорий Данилович (1898—1921) — командир 1-го повстанческого корпуса, командующий фронтом повстанцев Ишимского уезда (к югу от Ишима), сын кулака (д. Смирново).
- Донской Дмитрий Павлович (1891—1923) — участник Первой Мировой, унтер-офицер. Был одним из лидеров повстанцев в Евсеевской волости Балаганского уезда. Убит в бою с отрядом ЧОН в 1923 году.
- Евсеев Л. Н. — крестьянин Лапушинской волости Курганского уезда, начальник Курганской освободительной дивизии.
- Щетков — начальник штаба 1-го повстанческого корпуса.
- Долин, Петр Лаврентьевич — командир 2-го корпуса Народно-крестьянской армии Ражевского района Ишимского уезда
- Романов — начальник Главного военного штаба повстанцев Кокчетавского уезда.
- Татаринцев (Волкомтруд) Николай Андронович — начальник штаба Южной армии (группы) повстанцев Ишимского уезда
- Бураков — служащий Викуловского лесничества, заместитель начальника штаба Северного фронта повстанцев Ишимского уезда (ум. 1921)
- Щетков — начальник штаба 1-го корпуса повстанцев Ишимского уезда
- Протопопов — начальник штаба Южной повстанческой дивизии Ишимского района
- Андреев П. — крестьянин села Глубокое Соколовской волости, начальник Глубоковского сельского штаба повстанцев, командующий Петропавловского боевого района (направления) повстанцев Ишимского уезда
- Пужевский, Вацлав Леопольдович (1898—1921) — уроженец Ковенской губернии, из крестьян; с ноября 1920 г. работал счетоводом кооператива села Соколовское Ишимского уезда; с 12 февраля 1921 г. являлся начальником штаба Петропавловского боевого района, с 22 февраля — начальником Главного штаба Сибирского фронта, затем — адъютантом этого же штаба; взят в плен советскими войсками и по приговору от 25 мая 1921 г. Омской губчека 27 мая 1921 г. расстрелян
- Бердюгин — начальник западного участка Ишимского фронта повстанцев, начальник 1-й Ишимской повстанческой дивизии
- Едличко — начальник Южно-Ишимской повстанческой дивизии, начальник штаба Народной повстанческой армии Петуховского района.
- Петров — сотрудник 3-го отдела 33-го полевого строительства, затем — командир повстанческого отряда Голышмановского района
- Афанасьев, Афанасий Герасимович — житель деревни Крупино, начальник штаба повстанцев Голышмановской волости Ишимского уезда, расстрелян по приговору ревтрибунала в 1921 г.
- Богомолов Семен — начальник штаба повстанцев Голышмановской волости Ишимского уезда
- Носов — начальник штаба повстанцев Голышмановской волости Ишимского уезда
- Пономарев — житель села Голышманово, начальник штаба повстанцев Голышмановской волости Ишимского уезда
- Феофанов Ф. (?-1921) — сотрудник 3-го отдела 33-го полевого строительства, затем — начальник и инструктор штаба повстанцев Голышмановской волости Ишимского уезда
- Гутников Г. В. — начальник особого отдела Тобольского главного штаба . Он родился в крестьянской семье в деревне Медянке Карачинской волости Тобольского уезда, окончил сельскую школу, участвовал в империалистической войне, был ранен, вернулся на родину. При частой смене властей в гражданскую войну неизменно занимал выборные посты (председателя волостной земской управы, секретаря волисполкома и другие). В октябре 1920 г. Г. В. Гутников был избран членом уездного исполкома Советов, откуда его направили на продовольственную работу, назначив на должность заведующего Демьянской продконторой. Когда началось восстание, крестьяне Карачинской волости, как обычно случалось при смене властей, выдвинули Г. В. Гутникова в главный штаб Тобольской Народной Армии, так как ничего против своего земляка не имели.
- Бурлаков — командир 1-го кавалерийского полка Южной повстанческой дивизии Ишимского уезда
- Панфилов И. Н.— командир 1-го пехотного полка, заместитель начальника Южно-Ишимской дивизии повстанцев
- Бухвалов — командир 2-го пехотного полка Южной повстанческой дивизии Ишимского уезда (ум. 1921)
- Кузеванов — командир 3-го пехотного полка Южной повстанческой дивизии Ишимского уезда.
- Дьячков Ефим — адъютант штаба, позднее — командир батальона, командир 4-го пехотного полка Южно-Ишимской повстанческой дивизии
- Целуйко (Целиков) — командир 4-го пехотного полка повстанцев Ишимского уезда
- Орлов — командир полка повстанцев южной части Ишимского уезда
- Вараксин — командир 2-го Освободительного полка повстанцев Ялуторовского уезда (ум. 1922)
- Губа (Губанов Петр) — командир конного полка повстанцев Налобинской волости Ишимского уезда, заведующий добровольческими формированиями Главного штаба Сибирского фронта, затем — командующий Сибирским фронтом
- Баженов — командир 2-го Медведевского полка повстанцев Ишимского уезда
- Беркутов — один из руководителей повстанцев Камышловского и Шадринского уездов
- Шевченко, Пётр Семёнович — крестьянин-середняк села Большой Кусеряк Ишимского уезда. Поднял восстание в своем родном селе, в дальнейшем командовал повстанческим полком.
- Булатов Николай — крестьянин села Куртан Могилевской волости Курганского уезда, прапорщик царской армии, инструктор Всевобуча Красной Армии. Командир 2-го Освободительного полка Курганской повстанческой дивизии, затем начальник 1-го Ялуторовского освободительного отряда, взят в плен, дальнейшая судьба неизвестна.
- Кадышников Афанасий — командир отряда повстанцев деревни Мелехина Локтинской волости Ишимского уезда
- Назаров, Евграф Иванович (?-1921) — организатор восстания в селе Назарове Челноковской волости Ишимского уезда, расстрелян по приговору ревтрибунала
- Дударев — командир отряда повстанцев Юргинской волости Ялуторовского уезда.
- Резонов, Моисей Леонтьевич — организатор восстания в селе Пестово Чуртанской волости Ишимского уезда
- Ситников, Тимофей Никанорович (?-1921) — руководитель восстания в селе Малахове Чуртанской волости Ишимского уезда
- Петров — руководитель повстанцев в Мамлютском районе
- Филимонов Е. В. — руководитель повстанцев Суерской волости Ялуторовского уезда
- Серков, Семен Михайлович (1882—1922) — из мещан города Кургана, в 1917 г. состоял в партии эсеров; в начале 1921 г. служил заведующим отделом снабжения Тобольского уездного лесного комитета; при повстанцах являлся членом следственной комиссии и был избран кандидатом в члены Тобольского крестьянского городского совета; именно на эсеровском прошлом Серкова Тюменская губчека строила своё заключение о наличии руководства со стороны партии эсеров восстанием в Тобольском уезде; расстрелян 28 февраля 1922 г. по постановлению коллегии Тюменской губчека

Среди командиров повстанческих отрядов были и коммунисты, такие, как, например, председатель ячейки РКП(б) и бывший военком Троицкой волости Петропавловского уезда Тимофей Лидберг.

### Руководители подавления восстания
Для руководства ликвидацией восстания 12 февраля была создана полномочная «тройка» — председатель Сибревкома И. Н. Смирнов, помощник главкома вооружёнными силами Республики по Сибири В. И. Шорин, председатель Сиб. ЧК И. П. Павлуновский. Были переброшены части стрелковых дивизий, несколько кавалерийских и стрелковых полков, 4 бронепоезда, использовались части особого назначения (ЧОН).
- Звездов, Андрей Алексеевич (1888—1930) — большевик с 1905 г., с ноября 1920 г. — командующий войсками ВНУС Сибири, с 24 января 1921 г. — начальник войск ВЧК Сибири.
- Мрачковский, Сергей Витальевич (1888—1936) — большевик с 1905 г., в годы гражданской войны командовал на Восточном фронте бригадой и Особым экспедиционным отрядом, с августа 1920 г. — командующий войсками Приуральского военного округа.
- Васильев, Макар Васильевич (1889—1940) — помощник командующего Приуральского военного округа.
- Опарин, Владимир Ефимович (1872—1928) — в 1898 г. окончил юридический факультет Петербургского университета, большевик с марта 1917 г.; в годы гражданской войны находился на Восточном фронте, занимая военно-политические должности; председатель реввоентрибунала Сибири. Уволился из трибунальной системы по состоянию здоровья и с согласия Сиббюро ЦК РКП(б) перешел на работу в органы внешней торговли. В 1924-28 работал профессором и заведующим кафедрой земельного права и землеустройства Сибирской сельскохозяйственной академии в Омске.
- Иванов, Николай Иванович — коммунист, председатель Тюменского губревтрибунала, заместитель председателя Тюменской ГубЧК.
- Лопарев, Платон Ильич (1890—1938) — из крестьян села Самарово Тобольского уезда, один из руководителей антиколчаковского партизанского движения на Обском Севере, в 1921 г. — командир Северного экспедиционного отряда советских войск.

Воинские части:
- Штаб Помглавкома по Сибири
  - Афанасьев, Фёдор Михайлович — начальник штаба Помглавкома по Сибири
  - П. В. Дашкевич — комиссар штаба Помглавкома по Сибири
- 13-я Сибирская кавалерийская дивизия
- 21-я стрелковая дивизия войск ВНУС (начальник Егоров, Фёдор Васильевич, командующий Петропавловской группой советских войск)
- 29-я Сибирская стрелковая дивизия (начальник Карпов, Владимир Фёдорович)
- 57-я стрелковая дивизии (начальник и военный комиссар Бобылев, Иван Александрович (1886—1936))
- 61-я стрелковая бригада войск ВНУС (командир Полисонов, Александр Владимирович (затем 115-й стрелковой бригады), командующий советскими войсками Тюменской губернии)
- 83-я стрелковая бригада (командир Рахманов, Николай Николаевич)
- 85-я стрелковая бригада (командир Буриченков, Георгий Андреевич, командующий советскими войсками Тюменской губернии)
- 115-я стрелковая бригада (командир Полисонов, Александр Владимирович), командующий советскими войсками Тюменской губернии)
- 169-я стрелковая бригады (командир Бойцов, Андрей Семёнович, командующий войсками Тюменской губернии)
- 181-й стрелковый полк войск ВНУС (командиры Накрап, Евгений Иванович (Накрапов), начальник Ялуторовского боевого участка; Ефремов-Ларин А.)
- 183-й стрелковый полк войск ВНУС (командиры Заикин, Иван Васильевич; Махнев последовательно начальник Тюменского, Ялуторовского и Тобольско-Тюменского боевых участков, командир Казанского стрелкового полка)
- 187-й стрелковый полк имени Володарского (командир Черников), с 15 июня 1921 года влился в 86 бригаду 29 дивизии под № 256.[3]
- 232-й полк 26-й стрелковой дивизии (командир Баткунов, Арсений Николаевич, за участие в разгроме повстанцев был награждён орденом Красного Знамени)
- 255-й стрелковый полк (командир Дубровицкий, Сергей Степанович)
- 258-й стрелковый полк
- 343-й стрелковый полк (командир Ефремов-Ларин А.)
- Тюменский территориальный полк (командир Козленке, Павел Семёнович)
- эскадрон имени Сибревкома (командир Бузин Фёдор)
- Казанский стрелковый полк (командир Бугаев, военком Марголин)[4] (3-я рота 1-го батальона сформирована из числа офицеров и курсантов 10-й пехотной Вятской школы[5])

### Результаты восстания
Восстание стало одной из причин замены 21 марта 1921 года продразверстки продналогом и обусловило в дальнейшем переход от политики военного коммунизма к НЭПу.